# Anke Spoorendonk
Anke Spoorendonk, née Hinrichsen le 21 septembre 1947 à Busdorf, est une femme politique allemande, membre de la Fédération des électeurs du Schleswig du Sud (SSW).

## Biographie

### Formation
Dans les années 1960, elle effectue ses études secondaires à l'école danoise Duborg-Skolen, à Flensbourg. Après avoir passé son abitur, en 1967, elle intègre l'université de Copenhague, où elle étudie l'histoire et la germanistique. Diplômée en 1976, elle devient professeur à l'école danoise Duborg-Skolen l'année suivante.

### Engagement politique
En 1990, elle est élue à l'assemblée de l'arrondissement de Schleswig-Flensbourg, où elle siège pendant six ans. En effet, à l'occasion des élections régionales du 24 mars 1996, elle est élue députée au Landtag, puis désignée présidente du groupement de la SSW, qui ne compte que deux élus. Chef de file aux élections de 2000, 2005 et 2009, elle est systématiquement réélue.
Elle devient, en 2009, présidente du groupe SSW, constitué désormais de quatre députés. En 2012, la SSW, qu'elle conduit pour la quatrième fois consécutive, remporte, avec 4,6 % des suffrages, son meilleur score depuis 1950. Le 12 juin, elle devient seconde vice-ministre-présidente, ministre de la Justice, des Affaires européennes et de la Culture du Land.